# محمد إلياس (لاعب كرة قدم)
محمد إلياس هو لاعب كرة قدم تونسي في مركز الوسط، ولد في 7 يوليو 1987.

## وصلات خارجية
- محمد إلياس (لاعب كرة قدم) على موقع قاعدة بيانات كرة القدم.إي يو (الإنجليزية)
- محمد إلياس (لاعب كرة قدم) على موقع عالم كرة القدم.نت (الإنجليزية)